# Fuente de Los Colosos
Los Colosos es el nombre de una fuente de Valladolid, España; está situada en la plaza de la Rinconada, aproximadamente en el mismo espacio donde estuvo su antepasada llamada fuente de la Rinconada de la que no quedó piedra sobre piedra cuando se desmontó por completo al hacer la remodelación de dicha plaza a finales del siglo XIX. La diferencia entre una y otra está en que la Rinconada fue una fuente pública o de vecindad mientras que Los Colosos nació siendo ya una fuente decorativa. Se construyó en el año 1996 siendo su autor el arquitecto Fernando González Poncio con esculturas de Pedro Monje.

## Historia
En 1995 la Corporación Municipal puso en práctica el proyecto de la remodelación de la plaza de la Rinconada. La dirección y realización de tal proyecto estuvo a cargo del arquitecto Fernando González Poncio que además de ocuparse de la plaza como espacio urbanístico planeó una fuente ornamental que se colocó en la zona donde estuvo en siglos anteriores la fuente pública o de vecindad, aquella que fue tan necesaria para la vida de aquellos tiempos. González Poncio concibió esta fuente como monumento y ornato para la ciudad.

## Descripción
Fernando González Poncio diseñó y dirigió no solo la arquitectura de la fuente sino el sistema hidráulico además de plantear el tema de las esculturas con que se iba a adornar. La fuente es un pilón circular de granito con el borde de bronce. Las esculturas que lo adornan son obra del escultor Pedro Monje. Son dos hombres desnudos, dos colosos en actitud de demostrar una gran fuerza y dos cabezas de carnero. Los hombres representan el gran esfuerzo de los primeros habitantes que ayudaron a construir la ciudad y los carneros son un recuerdo de los arietes medievales.